# Список самых высоких зданий префектуры Тотиги
В этом списке приведены небоскрёбы префектуры Тотиги с высотой от 60 метров, основанные на стандартных измерениях высоты. Эта высота включает шпили и архитектурные детали, но не включает антенны радиовышек и башен.

## Самые высокие здания
| Рейтинг | Название                                           | Фото | Высота м | Этажи | Год  | Город    | Примечания |
| ------- | -------------------------------------------------- | ---- | -------- | ----- | ---- | -------- | ---------- |
| 1       | Ovest Utsunomiya The Tower                         |      | 85       | 23    | 2000 | Уцуномия | [ 1 ]      |
| 2       | City Tower Utsunomiya                              |      | 82.5     | 24    | 2010 | Уцуномия | [ 2 ]      |
| 3       | Tochigi Prefecture Government Office Main Building |      | 81.8     | 15    | 2007 | Уцуномия | [ 3 ]      |
| 4       | Porester Oyama Tower Residence                     |      | 72       | 21    | 2013 | Ояма     | [ 4 ]      |
| 5       | Utsunomiya City Hall                               |      | 60       | 16    | 1986 | Уцуномия | [ 5 ]      |